# Izoalcan
Izoalcanii sunt hidrocarburi saturate, cu catena ramificată și cu formula CnH2n+2. Conțin atomi de carbon în starea de hibridizare sp3. Aceste substanțe diferă de alcani în anumite proprietăți fizice, cum ar fi temperatura de topire, și nu trebuie confundate, după formulă, cu aceștia.
Reguli: Se alege cea mai mare catena și se numerotează în ambele sensuri. Se indica radicalii și ordinea lor, se enumeră alfabetic. Se alege apoi denumirea în care suma cifrelor este cea mai mică (vezi și Nomenclatura IUPAC a compușilor organici).